# 帕拉尼亞克
帕拉尼亞克，菲律賓華人译作巴蘭玉計（闽南语白話字：Pa-lân-gia̍k-kè），是馬尼拉大都會內的城市，建城於1572年，初以捕漁、製鹽、耕田、製鞋等為業；今有居民552,660人（2007年人口調查）。

## 外部連結
- 官方网站

14°28′N 121°1′E / 14.467°N 121.017°E